# بولساسی مرکادوس اسپانیولس
بولساسی مرکادوس اسپانیولس (به اسپانیایی: Bolsas y Mercados Españoles) شرکت خدمات مالی اسپانیایی است، که مجری بازارهای مالی و بورس اوراق بهادار این کشور می‌باشد. این بازارها شامل بازار بورس مادرید، بورس بارسلون، بورس بیلبائو و بورس والنسیا می‌باشند..
شرکت بی‌ام‌ای علاوه بر اسپانیا، در ۲۳ کشور دیگر نیز دارای شعبه است و به طور عمده به ارائه سیستم‌های معاملاتی در بازارهای مالی کشورها اشتغال دارد. بخشی از سهام این شرکت در بازار بورس مادرید (یا بولسا دی مادرید) دادوستد می‌شود، همچنین جزئی از شاخص آی‌بی‌ای‌اکس می‌باشد.